# Malagueña salerosa
Pour les articles homonymes, voir Malagueña (homonymie).
Malagueña salerosa (« Gracieuse Malaguène ») ou La Malagueña (« La Malaguène ») est une chanson mexicaine du genre huapango, créée en 1947, attribuée à Elpidio Ramírez (es) et Pedro Galindo Galarza (es).

## Paroles et adaptations
Les paroles de cette chanson mexicaine sont inspirées du morceau Malagueña du musicien, chef d'orchestre et compositeur cubain Ernesto Lecuona. 
Ce sont les hommages et les avances d'un amoureux éconduit à une femme de Malaga.
Des adaptations existent en d'autres langues, notamment en français.

## Interprètes
De nombreux artistes ont interprété cette chanson, en solo ou en groupe :
- Trío Calaveras (es)[I 1].
- Trío Tariácuri (es)[I 2] (1931).
- Antonio Aguilar[I 3] et Joselito[I 3].
- Luis Alberto del Paraná (es) et Los Paraguayos (en)[I 4], 1960, album Malagueña.
- Miguel Aceves Mejía (es), 1962
- Dario Moreno, 1965
- Paco de Lucía[I 5], 1967, album Dos guitarras flamencas en América Latina[3].
- The Tubes, 1975, album The Tubes[I 6]
- Luis Miguel[I 7], 1981.
- Lila Downs[I 8], 1997 et 1999, album La Sandunga.
- Nana Mouskouri[I 9], 1998, album Côté Sud, Côté Cœur.
- Eddie Palmieri[I 10], 1998, album El Rumbero del Piano.
- Helmut Lotti[I 11], 2000, album Latino Classics.
- Juan Torres Robles (es) (pop instrumental)[I 12], 2002, album Colección de Oro vol. 1.
- Olivia Ruiz[I 13], 2003, albums J'Aime Pas l'Amour et La Chica Chocolate.
- Chingón, 2004, jouent le morceau pour le générique de fin de Kill Bill (volume 2).
- Chitãozinho & Xororó[I 14], 2006, album Vida Marvada.
- Yanni (musical)[I 15], 2010, album Mexicanisimo.
- José Feliciano[I 16].
- Lydia Mendoza (es)[I 17].
- Pablito Ruiz[I 18].
- Plácido Domingo[I 19].
- Roberto Alagna[I 20], 2011, Pasión.
- Carlos Rivera[I 21], 2013.
- Melibea[I 22], 2015.
- Juan Diego Flórez[I 23], 2018, album Bésame Mucho.
- Estela Núñez (es)[réf. souhaitée].
- Avenged Sevenfold[I 24], groupe américain de heavy metal.
- Los Panchos[I 25].
- Miguel Aceves Mejía (es)[I 26].
- Izan Llunas (en)[I 27], 2018, interprète le rôle de Luis Miguel enfant dans Luis Miguel, la série.
- Abbe Lane avec l'orchestre de Xavier Cugat, 1961[réf. souhaitée].
- Gaby Moreno[réf. souhaitée]

- Los Castillos 2013

- French Latino[4], 2013, album Suerte.